# Julius Kettler
Julius Iwan Kettler (* 17. Juli 1852 in Osnabrück; † 14. Juli 1921 in Berlin-Friedenau) war ein deutscher Statistiker, Geograph, Heimatforscher, Geheimer Hofrat, Journalist, Herausgeber und Kartograph.

## Leben

„Flemmings Kriegskarte Nr. 28: Aegypten und Sueskanal mit Übersichten des mohammedanischen Orients“;
Verlag der Carl Flemming AG, Berlin und Glogau

Julius Iwan Kettler kam zur Zeit des Königreichs Hannover im Jahr 1852 in Osnabrück zur Welt als Sohn eines Königlich Hannoverschen Oberst und Regiments-Kommandanten. Nach seiner Schulbildung beteiligte sich Kettler bereits 1878 an der Gründung der Geographischen Gesellschaft zu Hannover.
Ähnlich wie Julius Tietz war auch Julius Kettler ein Cousin von Hedwig Reder, seiner späteren Ehefrau Hedwig Kettler.
In Berlin studierte Julius Kettler das Fach Geographie – und begegnete an seinem Studienort seiner Cousine Hedwig wieder; am 24. November 1880 heirateten die beiden. Im Folgejahr 1881 wurde dem Paar die Tochter Hermine Kettler geboren, die sich später als Schriftstellerin einen Namen machen sollte.
Die bereits ab 1880 in Weimar erscheinende Zeitschrift für wissenschaftliche Geographie, unter Mitberücksichtigung des höheren geographischen Unterrichts, war unterdessen von Kettler begründet worden.
1881 konnte Julius Kettler zunächst in Baden die Aufgaben des Schriftleiters der Lahrer Zeitung übernehmen, bevor er in Karlsruhe als Assistent des dortigen Statistischen Büros zu wirken begann.
1884 wurde Kettler zum Leiter des von Friedrich Justin Bertuch 1804 gegründeten Geographischen Instituts Weimar berufen, in dem er knapp ein Jahrzehnt wirkte.
Ab 1893 leitete Julius Kettler als Direktor das in Hannover neu gegründete Statistische Amt Hannovers.
1901 war Kettler der maßgebliche Begründer des Heimatbunds Niedersachsen, für den er bis 1911 den Vereins-Vorsitz übernahm.
In den Jahren 1912 und 1913 hatte Kettler zudem die Aufgaben des Vorsitzenden der NAfH-Flurnamenkommission übernommen.
Insbesondere während des Ersten Weltkrieges ab 1914 war Kettler Herausgeber und Redakteur von mehreren Dutzend Wand- und Spezialkarten, die in dem in Berlin und Glogau teils als lithographierte und kolorierte Karten erschienen beispielsweise als „Flemmings Kriegskarte“ oder unter Titeln wie „Flemmings Wandkarten des Weltkrieges“ oder „Flemmings Spezialkarte der gesamten Westfront“. Neben zahlreichen Karten deutscher Teilstaaten und europäischer Staaten behandelten die Karte auch China, Japan und Südasien oder gaben als „Kriegsweltkarte“ einen ersten Überblick. Er gab Karten heraus mit Titeln wie Die Schiffsversenkungen unserer U-Boote nach Lage und Zahl dargestellt auf Grund amtlichen Materials mit Seeschlachten, Sperrgebieten, Landfronten, Land-Gewinn und -Verlust.
Zu Beginn der Weimarer Republik redigierte Kettler Karten, teilweise in vielen Dutzend Auflagen, unter Titeln wie Die Zertrümmerung Deutschlands nach der Forderung unserer Feinde auf der Friedenskonferenz oder Deutschland und Nachbargebiete nach den Bestimmungen des Friedens von Versailles, aber auch die Völkerkarte von Nordpolen und Ostdeutschland.
Julius Kettler starb am 14. Juli 1921 in Berlin-Friedenau. Er wurde auf dem Alten Zwölf-Apostel-Kirchhof in Berlin-Schöneberg beigesetzt. Das Grab ist nicht erhalten.

## Kettlerweg
Der 1953 im hannoverschen Stadtteil Waldhausen angelegte Kettlerweg ehrt seitdem posthum den „Direktor des Statistischem Amts und Gründer des Heimatbunds Niedersachsen, den Geheimen Hofrat Julius Kettler“.
Von 1935 bis 1945 hieß die Strousbergstraße in Hannover-Linden (Süd) Kettlerstraße.

## Archivalien
Archivalien von und über Julius Kettler finden sich beispielsweise
- als Nachlass Julius Kettler: „Statistische Vierteljahresberichte (Handbibliothek) und Abgabe des Statistischen Amtes (überwiegend Literatur)“ im Stadtarchiv Hannover[9]